# فدراسیون بسکتبال آلبانی
فدراسیون بسکتبال آلبانی (انگلیسی: Albanian Basketball Federation) نهاد اداره کننده ورزش بسکتبال در کشور آلبانی است. این فدراسیون که در سال ۱۹۴۶ تاسیس شده مقر آن در شهر تیرانا قرار دارد.